# Autotransfusion
Autotransfusion ist die klinische Bezeichnung für eine Erste-Hilfe-Maßnahme bei drohendem (hypovolämischen oder anaphylaktischem) Schock und Therapie von orthostatischer arterieller Hypotonie.
Dabei werden die Beine um 30 % hochgelagert oder der Kopf tiefgelagert (Trendelenburg-Lagerung).
Die Autotransfusion bewirkt eine Umverteilung von ca. 300 bis 450 ml Blut von den peripheren zu den zentralen venösen Blutgefäßen. Die Vorlast erhöht sich, dadurch steigert sich das Schlagvolumen (8 bis 15 %) und die arterielle Blutdruckamplitude (Anstieg des Pulsdrucks um 9 bis 12 %). Das Blut steht so dem Kreislauf besser zur Verfügung.
Die Autotransfusion wird auch diagnostisch zur Feststellung eines Volumenmangels oder eine Volumenreagibilität angewandt und als PLR-Manöver (passive leg raising) bezeichnet. Bei Atemnot, erhöhtem Aspirationsrisiko, kargiogenem Schock und Hirndrucksteigerung sollte das Manöver nicht angewandt werden.